# Parafia św. Stanisława Kostki w Duksztach
Parafia św. Stanisława Kostki w Duksztach – parafia rzymskokatolicka, znajdująca się w archidiecezji wileńskiej, w dekanacie ignalińskim.